# В уголке Макинтайра
«В уголке Макинтайра (Бушрейнджер)» (англ. In a corner on the Macintyre (The bushranger)) — картина австралийского художника-импрессиониста Тома Робертса, написанная в 1895 году. Находится в Национальной галерее Австралии (галерея № 23) в Канберре. Считается, что на картине изображен бушрейнджер Капитан Тандерболт (1835—1870) в перестрелке с полицией.

## Описание
Том Робертс нарисовал «В уголке Макинтайра», будучи на ферме Ньюстед, близ Инверелла в Новом Южном Уэльсе. Бушрейнджер Капитан Тандерболт (настоящее имя Фредерик Уорд) промышлял в этом районе несколькими годами ранее. Там же художник нарисовал другую картину на схожий сюжет «Грабёж».
Считается, что на полотне изображён последний бой в 1870 году знаменитого бушрейнджера Капитана Тандерболта, укрывающимся за валуном слева от лошади, с солдатом на вершине утёса, скрытого за клубами дыма от ружейного огня, предполагающий также присутствие других солдат. Однако настроение этой картины скорее умиротворённое, чем героическое, что предполагает, что Робертс передавал картиной поэзию пейзажа, а не только историческое событие. Он запечатлел тишину, жару и свет австралийского буша, полупрозрачную воду у подножия естественной каменной стены — кусочек природы. Он придавал изображению достоверность и непосредственность, создавая эффект присутствия зрителя здесь же в буше. Поначалу пайзаж кажется спокойным и необитаемым; только после внимательного осмотра становятся видны лошадь и присевший человек.

## История
Картина была приобретена Национальной галереей Австралии в 1971 году.